# シャドーイング
シャドーイング（Shadowing）、またはスピーチ・シャドーイング（Speech Shadowing）とは、（イヤホンなどで）音声を聞いた後、即座に復唱する実験技術である。 標準化されたテストでは、言葉の聞き取りと発音の間の反応時間は254ミリ秒であったが、左優位の脳を持つ人々の場合、反応時間は150ミリ秒であった。 これは、発声の音節の長さの遅れといえる。対象者はただ復唱するように指示されても、自動的に文法や意味を処理する 。シャドーイングで復唱される言葉の方が、単に音読する場合より、より口調などの模倣が忠実に行われる。
脳機能イメージングによれば、擬似語のシャドーイングは、上側頭葉から始まり下頭頂小葉を経て下前頭葉（ブローカ野）に至る経路を通して発話の聴覚表象と運動表象を繋ぐ背側皮質視覚路を通して起こる事がわかっている。
発話シャドーイングは1950年代後半にen:Ludmilla A. Chistovich率いるLeningrad Groupによって最初に研究手法として採用された 。それは、音声言語知覚や吃音症の研究において使用された。
また、第二言語習得においてリスニングやスピーキング能力の改善のためにも応用される。同時通訳の訓練においてリテンション能力の向上のために、数秒遅れて繰り返す手法もシャドーイングと呼ばれるが、第二言語習得に用いるものと、効果が全く異なるので注意が必要である。

## 脳科学・心理学実験への応用
発話シャドーイングは、両耳分離聴能検査に使用される。この検査において、被験者は２つの異なるメッセージを右耳、左耳にそれぞれ与えられる。被験者はしばしば一方のメッセージのみに注力するように指示され、ここで、発話シャドーイングの手法が使われる。例えば、単語を聞いてから数秒以内に発声することが指示される。発話シャドーイングは、被験者が指示された方のメッセージに注意していることを確認する上で重要である。

## 第二言語習得への応用
第二言語習得におけるシャドーイングの効果は、Baddeleyの短期記憶モデルの音韻ループを用いて説明されている。このモデルによれば、いわゆるシャドーイングだけでなく、音読や復唱（リピーティング）なども、異なる形で、第二言語習得に寄与すると考えられており、組み合わせることでより効果があるとされる。特に、プロソディ・シャドーイングは音声知覚の自動化が目的であって、第二言語習得に必要な要素の一部に効果が期待されるのみであるため、プロソディ・シャドーイングのみで第二言語習得が出来ることはない。教材の選択は、殆ど知らない単語が無いか、あっても100語に2〜3語レベルとし、容易に理解出来るレベルとする。これはシャドーイングが音韻からの学習を目的とするため、スティーヴン・クラッシェンのインプット仮説が示唆する現在のレベルよりやや高度なものをインプットすることと矛盾しない。
同時通訳のリテンション能力の向上のために用いる数秒遅れの復唱は第二言語習得への効果は大きくないので注意が必要である。

### 関連手法の分類

#### シャドーイング(shadowing)
音を聞くとほぼ同時に発声することを言う。遅れは、大きくても0.2秒程度、なるべく遅れないように発する必要がある。リピーティングとの効果の違いは、音声知覚を自動化し、脳内の音声知識データベースを置き換えて行くところにある。

#### プロソディ・シャドーイング(prosodic shadowing)
通常シャドーイングと言う場合、これを指す。意味の解釈に注意を払う必要はなく、正確に素早く、聞いた音を反復することに注力する。

#### コンテンツ・シャドーイング(contents shadowing)
プロソディ・シャドーイングが十分に行われてから、仕上げ的に行う。シャドーイングをしながら、意味解釈にも注意を払う。

#### マンブリング(mumbling)
シャドーイングの前段階として小声で口の中でシャドーイングする。この段階で難しい場合、教材を変更することが薦められる。

#### リピーティング(repeating)
文節などで音の再生を止めて復唱すること。プロソディ・シャドーイングが十分でないと音韻ループでメンタルレキシコンを引いてしまい、脳内の音声知識データベースにある音声で、聞いた音声を入れ替えてしまうとされる。文章を覚える効果があり、第二言語習得に貢献する。

#### レシテーション(recitation)
全文の暗誦。エピソード記憶として記憶を強化することが期待される。教室においては発表会などの形式をとることもある。

#### パラレル・リーディング(parallel reading)
シャドーイングをテキストを見ながら行う。単なる音読（oral reading）では、リピーティングの場合と同じように既存の音声知識が使われてしまう。それを抑制することが期待される。

### 実際の学習
シャドーイングは音韻に関する能力の向上を目指すため、他の方法を含めて効果的な語学学習を行う組み合わせが提案されている。下記の例は、どちらもいわゆるシャドーイングの前後に他の相乗効果を高める作業をいれている。

#### 教室における組み合わせの例[9]
- リスニング
- マンブリング
- パラレル・リーディング
- 原文の意味のチェック
- シャドーイング（プロソディ・シャドーイング）
- コンテンツ・シャドーイング
- リピーティング
- レシテーション

#### 自習における組み合わせ例[10]
- リスニング
- スラッシュ・リスニング(音節などでスラッシュを入れる。)
- マンブリング
- シンクロ・リーディング(パラレル・リーディング)
- シャドーイング
- プロソディー・シャドーイング
- コンテンツ・シャドーイング